# Bintumani
Bintumani (andere Schreibweise Bintimani; auch als Mount Bintumani und als Loma Mansa bekannt) ist der höchste Berg im westafrikanischen Sierra Leone. Es ist zudem die höchste Erhebung Westafrikas. Der Berg mit einer Höhe von 1945 m liegt im Gebirgszug Loma Mountains. 
Der tropische Regenwald des ihn umgebenden Loma-Mountains-Nationalpark bietet einer Vielzahl von Tieren einen Lebensraum. Darunter das Zwergflusspferd (Choeropsis liberiensis), das Stumpfkrokodil (Osteolaemus tetraspis), die Rotrücken-Fischeule (Scotopelia ussheri) und zahlreiche Primaten.